# Idiocerus cabottii
Idiocerus cabottii är en insektsart som beskrevs av Hamilton 1985. Idiocerus cabottii ingår i släktet Idiocerus och familjen dvärgstritar. Inga underarter finns listade i Catalogue of Life.